# Brasilianisch-chinesische Beziehungen
Die Brasilianisch-chinesischen Beziehungen sind die zwischenstaatlichen Beziehungen zwischen Brasilien und der Volksrepublik China. Beide Länder unterhalten pragmatische und freundschaftliche Beziehungen. Für Brasilien ist China zum wichtigsten Handelspartner aufgestiegen und beide Länder kooperieren im Rahmen der BRICS.

## Geschichte
Frühe Kontakte zwischen Brasilien und China wurden durch den Status Brasiliens und Macaus als Teil des portugiesischen Kolonialreichs begünstigt. Die ersten frühen Verbindungen gehen auf das Jahr 1812 zurück, als Königin Maria I. von Portugal, die sich damals in Brasilien aufhielt, chinesische Arbeitskräfte für eine Teeplantage in der Nähe von Rio de Janeiro anwarb. Im Jahr 1900 ließ sich eine weitere Welle von Einwanderern aus China in São Paulo nieder.
1879 leitete Admiral Arthur Silveira da Motta, und bald der erste brasilianische Sondergesandte und bevollmächtigte Minister in Peking, eine „Seemission“ nach China, um diplomatische Beziehungen aufzunehmen, während eine weitere Mission nach London entsandt wurde, um mit den dortigen chinesischen Diplomaten über chinesische Einwanderung zu verhandeln. Die formellen Beziehungen zwischen dem Kaiserreich Brasilien und der Qing-Dynastie wurden im September 1880 mit dem Vertrag über Freundschaft, Handel und Schifffahrt aufgenommen. Die Chinesen weigerten sich jedoch, den Brasilianern zu erlauben, Chinesen als Vertragsarbeiter einzustellen, da ihnen klar war, dass diese sehr schlecht behandelt werden würden. Auch die Briten waren gegen die Einfuhr chinesischer Arbeitskräfte nach Brasilien, da sie glaubten, dass dies unweigerlich zu einer De-facto-Sklaverei führen würde, denn die Sklaverei in Brasilien wurde erst 1888 abgeschafft.
Die Beziehungen wurden mit der 1912 gegründeten Republik China fortgesetzt, die Brasilien auch nach der Verlegung der Regierung in die ehemalige japanische Kolonie Taiwan anerkannte und aufrechterhielt. Nach dem Ende des chinesischen Bürgerkriegs bestanden damit für mehr als zwanzig Jahre keine Beziehungen mehr zu Festlandchina. 1971 stimmte Brasilien gegen die Resolution 2758 der UN-Generalversammlung, die den Platz der Republik China durch die Volksrepublik China bei den Vereinten Nationen ersetzte, aber ab dem 15. August 1974 erkannte schließlich Brasilien die VR China an und setzte die diplomatischen Beziehungen zur Republik China auf Taiwan aus. Seitdem erkennt Brasilien die Ein-China-Politik an, auch wenn weiterhin inoffizielle Kontakte mit Taiwan bestehen.
1978 unterzeichneten Brasilien und die Volksrepublik China ihr erstes modernes Handelsabkommen, das den Handel mit Energieressourcen, landwirtschaftlichen Erzeugnissen und Rohstoffen ermöglichte. In den 1980er Jahren wurde auch die technische Kooperation durch die Unterzeichnung von Abkommen verstärkt. 1993 war die Annäherung der beiden Staaten so weit fortgeschritten, dass beide Länder ein strategisches Partnerschaftsabkommen unterzeichneten. 2004 gründeten Brasilien und China eine Kommission für Koordinierung und Zusammenarbeit, um ihre Beziehungen weiter auszubauen.

In der ersten Amtszeit von Luiz Inácio Lula da Silva (2003–2011) war das Verhältnis zu China exzellent. Beide Länder traten gemeinsam für ein größeres Gewicht des globalen Südens ein und arbeiteten dabei zusammen. Auf der UN-Klimakonferenz in Kopenhagen 2009 traten beide Länder der BASIC-Gruppe bei, um ihre Verhandlungspositionen hinsichtlich von Fragen des Klimawandels besser zu koordinieren. Die anschließende bilaterale Zusammenarbeit zwischen Brasilien und China im Bereich des Klimawandels wurde durch den gemeinsamen Aktionsplan von 2010 bestimmt, in dem Umweltschutz und die Energiesicherheit im Vordergrund standen. Brasilien und China gehörten auch zu den Gründungsmitgliedern der Staatenallianz BRICS, welche 2009 erstmals in Jekaterinburg zusammentrat. Auch unter Lulas Nachfolgering Dilma Rousseff (2011–2016) wurden die guten Beziehungen zu China beibehalten.

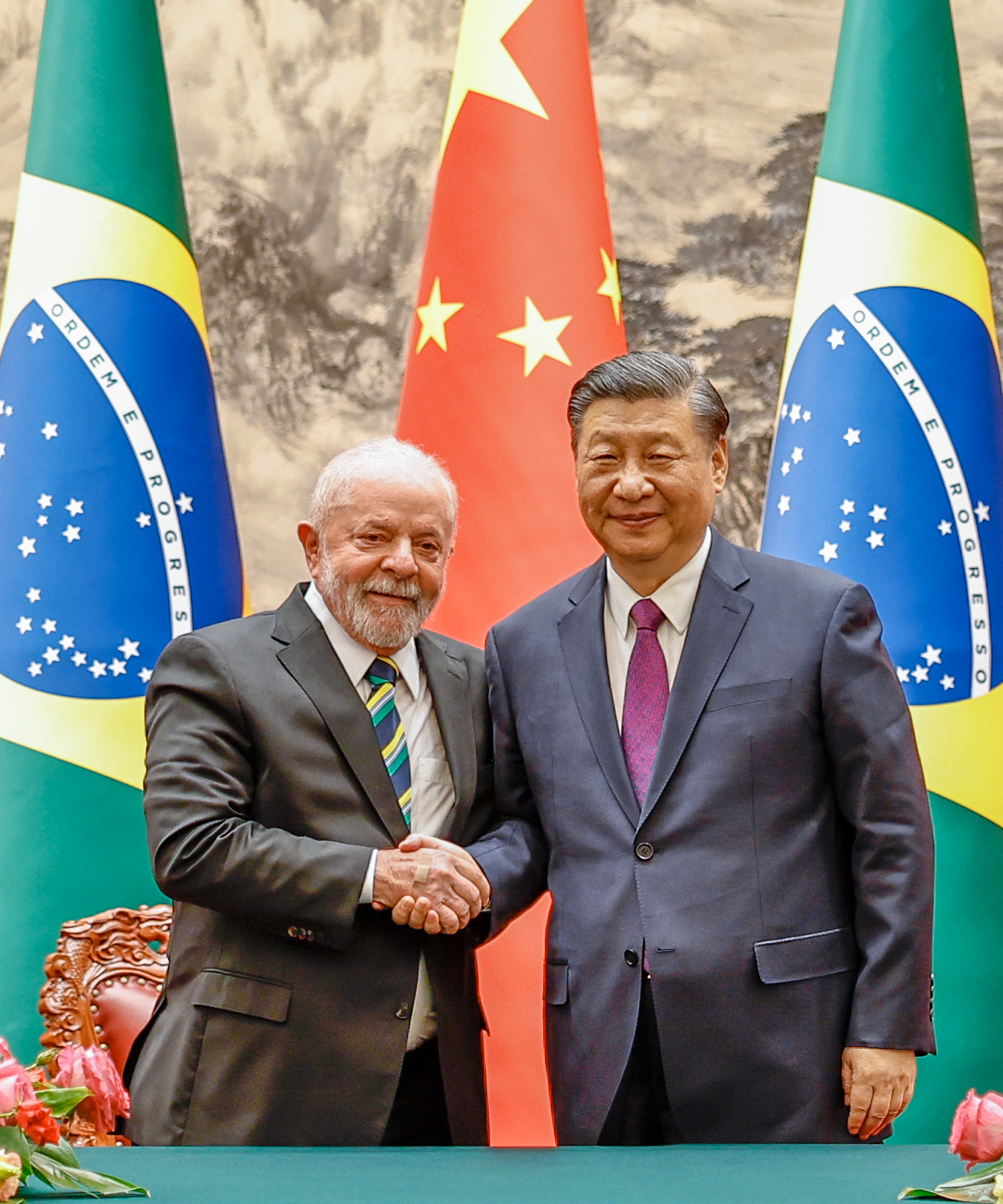
Luiz Inácio Lula da Silva mit Xi Jinping (2023)

Vor seiner Wahl zum brasilianischen Präsidenten im Jahr 2018 kritisierte Jair Bolsonaro China mit den Worten: „China kauft nicht in Brasilien, es kauft Brasilien. Wollen wir Brasilien in den Händen der Chinesen lassen?“ Als Präsident machte er den antichinesischen Ernesto Araújo zum Außenminister und Brasilien wurde in seiner Amtszeit von den USA zu einem Major non-NATO ally erhoben. Gleichzeitig bemühte er sich um pragmatische Beziehungen zu China, auch da die Chinesen ein sehr wichtiger Abnehmer brasilianischer Agrarprodukte und ein unverzichtbarer Wirtschaftspartner geworden waren.
Während der zweiten Präsidentschaft des brasilianischen Präsidenten Luiz Inácio Lula da Silva gehörte die „Wiederbelebung“ der Beziehungen zwischen Brasilien und China zu seinen außenpolitischen Zielen. Lula besuchte China anlässlich eines brasilianisch-chinesischen Gipfeltreffens 2023 und traf mit dem chinesischen Präsidenten Xi Jinping zusammen, wo er zahlreiche bilaterale Abkommen zu einer Vielzahl von Themen unterzeichnete. Er sprach auch seine Unterstützung von Chinas Friedensinitiative in der Ukrainekrise aus. Lula nahm bei seinem viertägigen Besuch auch an der Amtseinführung von Dilma Rousseff als neue Präsidentin der BRICS-Bank in Shanghai teil. Er verkündete „Niemand kann Brasilien daran hindern, seine Beziehungen zu China weiter auszubauen“.

## Wirtschaft
Im Jahr 2009 wurde China zum größten Handelspartner Brasiliens und überholte damit die USA. China gilt als „Brasiliens vielversprechendsten Geschäftspartner und strategischen Verbündeten“, da Chinas „Nachfrage nach Rohstoffen und landwirtschaftlichen Erzeugnissen rapide ansteigt“. Der bilaterale Handel wuchs von 6,7 Milliarden US-Dollar im Jahr 2003 auf 36,7 Milliarden US-Dollar im Jahr 2009. Bis 2023 stieg der Handel weiter auf knapp 158 Milliarden US-Dollar an. Davon waren 104 Milliarden brasilianische Exporte nach China und 54 Milliarden Importe aus China, womit Brasilien zu den wenigen Ländern mit einer positiven Handelsbilanz mit China gehört. Brasilien exportiert hauptsächlich Rohstoffe wie Erze sowie Agrarerzeugnisse (darunter Rindfleisch und Sojabohnen) nach China und erhält im Gegenzug vorwiegend preisgünstige industrielle Erzeugnisse. China ist auch ein wichtiger Investor in Brasilien geworden und hat in strategische Infrastrukturprojekte investiert. 2015 wurden chinesische Investitionen in Brasilien in Höhe von 53 Milliarden US-Dollar vereinbart. Im Rahmen der BRICS wurden zahlreiche Initiativen im Bereich Finanzen, Infrastruktur und Tourismus beschlossen. Seit 2017 wird chinesischen Staatsbürgern visumfreie Einreise in Brasilien gewährt.
Gegen China wurde allerdings auch wegen Dumping seiner Ausfuhren auf den brasilianischen Markt ermittelt, und Billigimporte aus China haben anderen Schwellenländern wie Brasilien die Industrialisierung erschwert.

## Technische Kooperation
Das China-Brazil Earth Resources Satellite Program ist ein 1999 gestartetes Programm zur gemeinsamen Entwicklung und Betreibung von Erdbeobachtungssatelliten. Grundlage für das Programm bilden gegenseitige Abkommen zur wissenschaftlich-technischen Zusammenarbeit, die bis auf die 1980er Jahre zurückgehen.
Die Zusammenarbeit zwischen Brasilien und China im Bereich der erneuerbaren Energien beruht auf der gemeinsamen Wahrnehmung komplementärer Interessen im Hinblick auf den Einsatz sauberer Energien. Brasilien und China haben das China-Brazil Center for Climate Change and Energy Technology Innovation gegründet, eines der ehrgeizigsten bilateralen Süd-Süd-Programme für saubere Energien. Forschungsbereiche sind u. a. Biokraftstoffe.

## Diplomatische Standorte

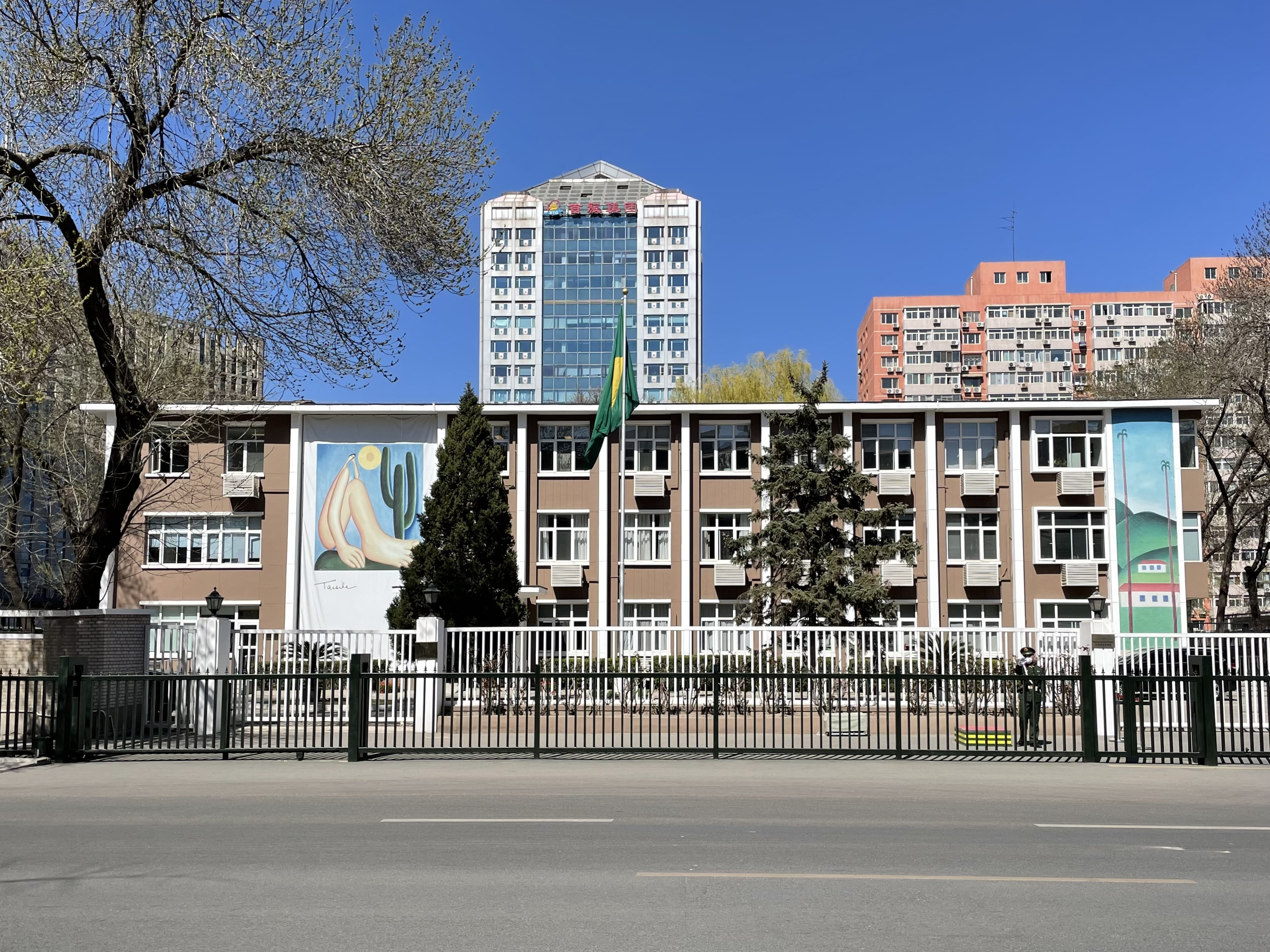
Brasilianische Botschaft in Peking

- Brasilien hat eine Botschaft in Peking und Generalkonsulate in Chengdu, Guangzhou, Hongkong und Shanghai.
- China hat eine Botschaft in Brasília und Generalkonsulate in Recife, Rio de Janeiro und São Paulo.